# More than Honey
More than Honey (bra: Mais que Mel; prt: Abelhas e Homens) é um documentário teuto-austro-suíço de 2012, dirigido por Markus Imhoof.
Foi selecionado como representante da Suíça à edição do Oscar 2013, organizada pela Academia de Artes e Ciências Cinematográficas.[carece de fontes?]

## Elenco
- Fred Jaggi
- Randolf Menzel
- John Miller
- Liane Singer
- Heidrun Singer
- Zhao Su Zhang
- Fred Terry
- Boris Baer
- Elisabeth Schild